# Europamesterskabet i fodbold 2020 - Finalen
Europamesterskabet i fodbold 2020 - Finalen var en fodboldkamp, der afgjorde vinderen af UEFA Euro 2020. Kampen var den 16. finale af Europamesterskabet i fodbold, en turneringen der konkurreres hvert fjerde år af herrernes landshold blandt medlemmerne af UEFA for at finde mestrene af Europa. Kampen blev spillet på Wembley Stadion i London, England, den 11. juli 2021 af Italien og England.

## Kampen

### Detaljer
| 11. juli 2021 20:00 BST |

| Italien                                                 | 1–1                      | England                                     |
| ------------------------------------------------------- | ------------------------ | ------------------------------------------- |
| - Bonucci 67'                                           | Rapport                  | - Shaw 2'                                   |
|                                                         | Straffesparkskonkurrence |                                             |
| - Berardi - Belotti - Bonucci - Bernardeschi - Jorginho | 3–2                      | - Kane - Maguire - Rashford - Sancho - Saka |

| Wembley Stadium, London Tilskuere: 67,173 Dommer: Björn Kuipers (Netherlands) |

| Italy | England |

| GK              | 21 | Gianluigi Donnarumma  |       |      |
| RB              | 2  | Giovanni Di Lorenzo   |       |      |
| CB              | 19 | Leonardo Bonucci      | 55'   |      |
| CB              | 3  | Giorgio Chiellini (c) | 90+6' |      |
| LB              | 13 | Emerson               |       | 118' |
| DM              | 8  | Jorginho              | 114'  |      |
| CM              | 18 | Nicolò Barella        | 47'   | 54'  |
| CM              | 6  | Marco Verratti        |       | 96'  |
| RW              | 14 | Federico Chiesa       |       | 86'  |
| LW              | 10 | Lorenzo Insigne       | 84'   | 91'  |
| CF              | 17 | Ciro Immobile         |       | 54'  |
| Substitutions:  |    |                       |       |      |
| MF              | 16 | Bryan Cristante       |       | 54'  |
| FW              | 11 | Domenico Berardi      |       | 54'  |
| MF              | 20 | Federico Bernardeschi |       | 86'  |
| FW              | 9  | Andrea Belotti        |       | 91'  |
| MF              | 5  | Manuel Locatelli      |       | 96'  |
| DF              | 24 | Alessandro Florenzi   |       | 118' |
| Manager:        |    |                       |       |      |
| Roberto Mancini |    |                       |       |      |

| GK               | 1  | Jordan Pickford  |      |      |      |
| CB               | 2  | Kyle Walker      |      | 120' |      |
| CB               | 5  | John Stones      |      |      |      |
| CB               | 6  | Harry Maguire    | 106' |      |      |
| RWB              | 12 | Kieran Trippier  |      | 70'  |      |
| LWB              | 3  | Luke Shaw        |      |      |      |
| CM               | 14 | Kalvin Phillips  |      |      |      |
| CM               | 4  | Declan Rice      |      | 74'  |      |
| RW               | 19 | Mason Mount      |      | 99'  |      |
| LW               | 10 | Raheem Sterling  |      |      |      |
| CF               | 9  | Harry Kane (c)   |      |      |      |
| Substitutions:   |    |                  |      |      |      |
| MF               | 25 | Bukayo Saka      |      | 70'  |      |
| MF               | 8  | Jordan Henderson |      | 74'  | 120' |
| MF               | 7  | Jack Grealish    |      | 99'  |      |
| FW               | 11 | Marcus Rashford  |      |      | 120' |
| MF               | 17 | Jadon Sancho     |      | 120' |      |
| Manager:         |    |                  |      |      |      |
| Gareth Southgate |    |                  |      |      |      |

| Man of the Match: Leonardo Bonucci (Italy) Assistant referees: Sander van Roekel (Netherlands) Erwin Zeinstra (Netherlands) Fourth official: Carlos del Cerro Grande (Spain) Reserve assistant referee: Juan Carlos Yuste Jiménez (Spain) Video assistant referee: Bastian Dankert (Germany) Assistant video assistant referees: Pol van Boekel (Netherlands) Christian Gittelmann (Germany) Marco Fritz (Germany) | Match rules - 90 minutter - 30 minutter af extra tid hvis nødvendigt - Penalty shoot-out if scores still level - Maximum of twelve named substitutes - Maximum of five substitutions, with a sixth allowed in extra time |